# Jamy Franco
Jamy Franco (ur. 1 lipca 1991) – gwatemalska lekkoatletka specjalizująca się w chodzie sportowym.
Jako 14-latka zdobyła w 2005 złoty medal mistrzostw panamerykańskich juniorów w chodzie na 10 000 metrów. Rok później zwyciężyła w mistrzostwach Ameryki Środkowej i Karaibów juniorów. Jedenasta zawodniczka mistrzostw świata juniorów młodszych (2007), była siódma na mistrzostwach Ameryki Środkowej i Karaibów w Hawanie (2009). W 2011 zajęła dziewiętnaste miejsce w mistrzostwach świata oraz zdobyła złoty medal igrzysk panamerykańskich.
26 czerwca 2011 podczas zawodów Dublin Intl. GP of Race Walking ustanowiła rekord Gwatemali – 1:32:48.
Rekord życiowy w chodzie na 20 kilometrów: 1:30:57 (18 marca 2012, Lugano).

## Osiągnięcia
| Rok  | Impreza                                           | Miejsce       | Konkurencja      | Lokata      | Wynik    |
| ---- | ------------------------------------------------- | ------------- | ---------------- | ----------- | -------- |
| 2005 | Mistrzostwa panamerykańskie juniorów              | Windsor       | chód na 10 000 m | 1. miejsce  | 49:36,25 |
| 2006 | Mistrzostwa Ameryki Środkowej i Karaibów juniorów | Port-of-Spain | chód na 4000 m   | 1. miejsce  | 20:24,68 |
| 2007 | Mistrzostwa świata juniorów młodszych             | Ostrawa       | chód na 5000 m   | 11. miejsce | 23:47,40 |
| 2009 | Mistrzostwa Ameryki Środkowej i Karaibów          | Hawana        | chód na 10 km    | 7. miejsce  | 51:19    |
| 2011 | Panamerykański puchar w chodzie sportowym         | Envigado      | chód na 20 km    | 1. miejsce  | 1:36:04  |
| 2011 | Mistrzostwa świata                                | Daegu         | chód na 20 km    | 19. miejsce | 1:34:36  |
| 2011 | Igrzyska panamerykańskie                          | Guadalajara   | chód na 20 km    | 1. miejsce  | 1:32:38  |
| 2012 | Igrzyska olimpijskie                              | Londyn        | chód na 20 km    | 31. miejsce | 1:33,18  |